# Nangbeto-dam
De Nangbeto-dam is een multifunctionele waterkrachtcentrale en stuwdam gelegen aan de rivier de Mono in Togo, nabij de grens met Benin. De dam ligt in de regio Plateaux, ongeveer 160 kilometer ten noorden van de hoofdstad Lomé. De dam is sinds de jaren 1980 operationeel en is een belangrijk project van regionale samenwerking tussen Togo en Benin.

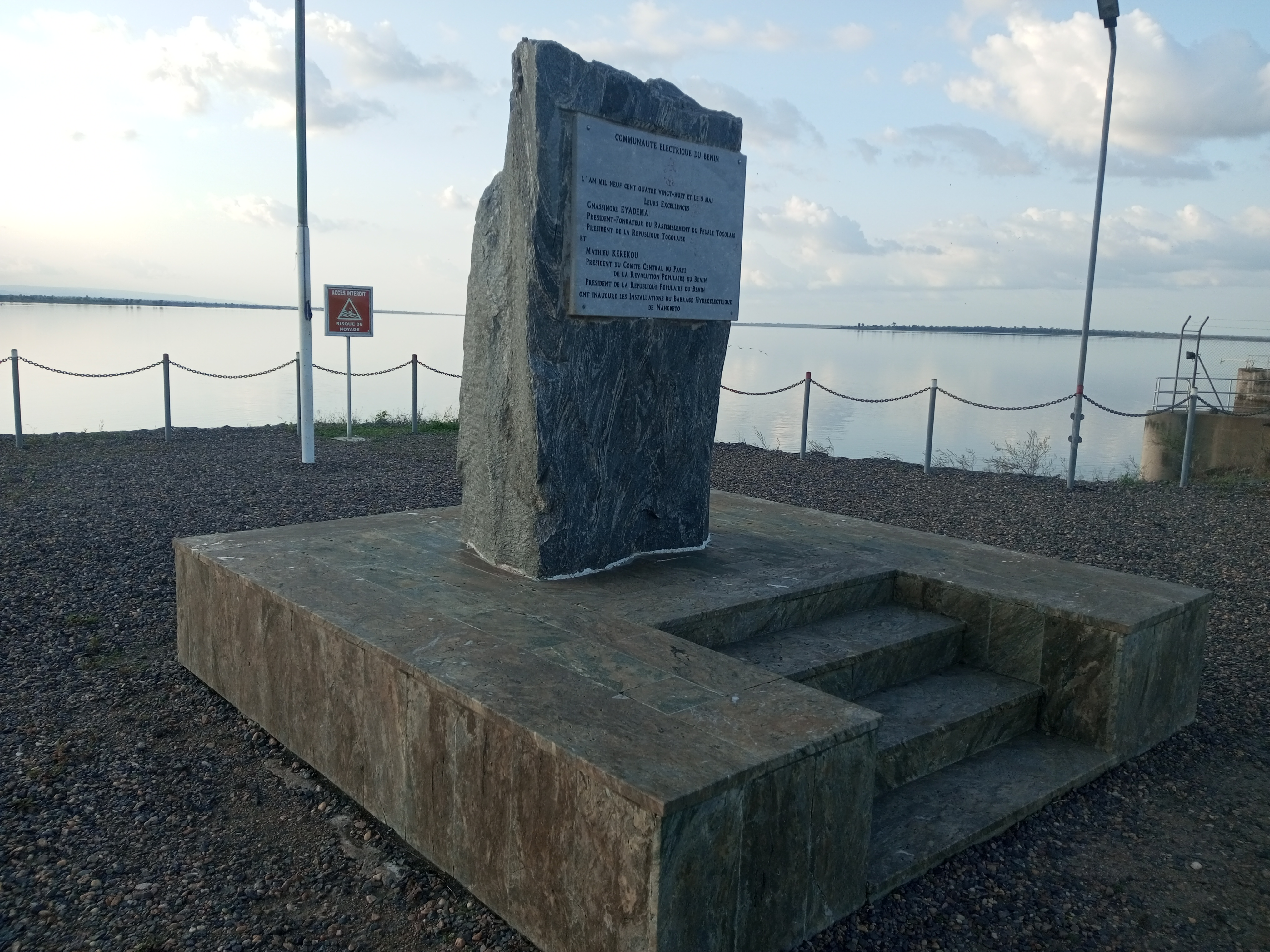

## Geschiedenis en constructie
De bouw van de Nangbeto-dam begon in 1984 en werd voltooid in 1987. Het project werd gefinancierd door internationale instellingen, waaronder de Wereldbank, de Afrikaanse Ontwikkelingsbank en de West-Afrikaanse Ontwikkelingsbank (BOAD). De dam werd gebouwd door het Canadese ingenieursbedrijf Acres International.
De dam werd opgericht met als doel:
- elektriciteit op te wekken voor zowel Togo als Benin.
- irrigatiemogelijkheden te creëren voor de landbouw.
- de visserijsector te bevorderen door het aanleggen van een kunstmatig meer.
- overstromingsbeheer mogelijk te maken.

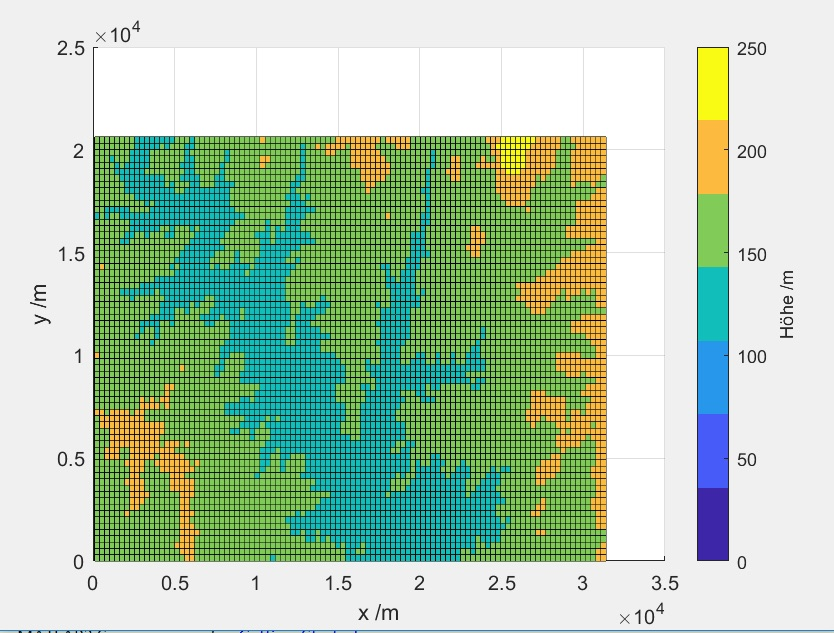

## Technische gegevens
- Type dam: aarddam (aarden dam met betonnen overlaat)
- Hoogte: circa 52 meter
- Lengte: ongeveer 460 meter
- Capaciteit waterreservoir: circa 1,7 miljard m³
- Oppervlakte stuwmeer: ± 180 km²
- Geïnstalleerd vermogen: 65 MW (twee turbines van elk 32,5 MW)

De opgewekte elektriciteit wordt beheerd door de Communauté Électrique du Bénin (CEB), een bilaterale energie-instantie van Togo en Benin.

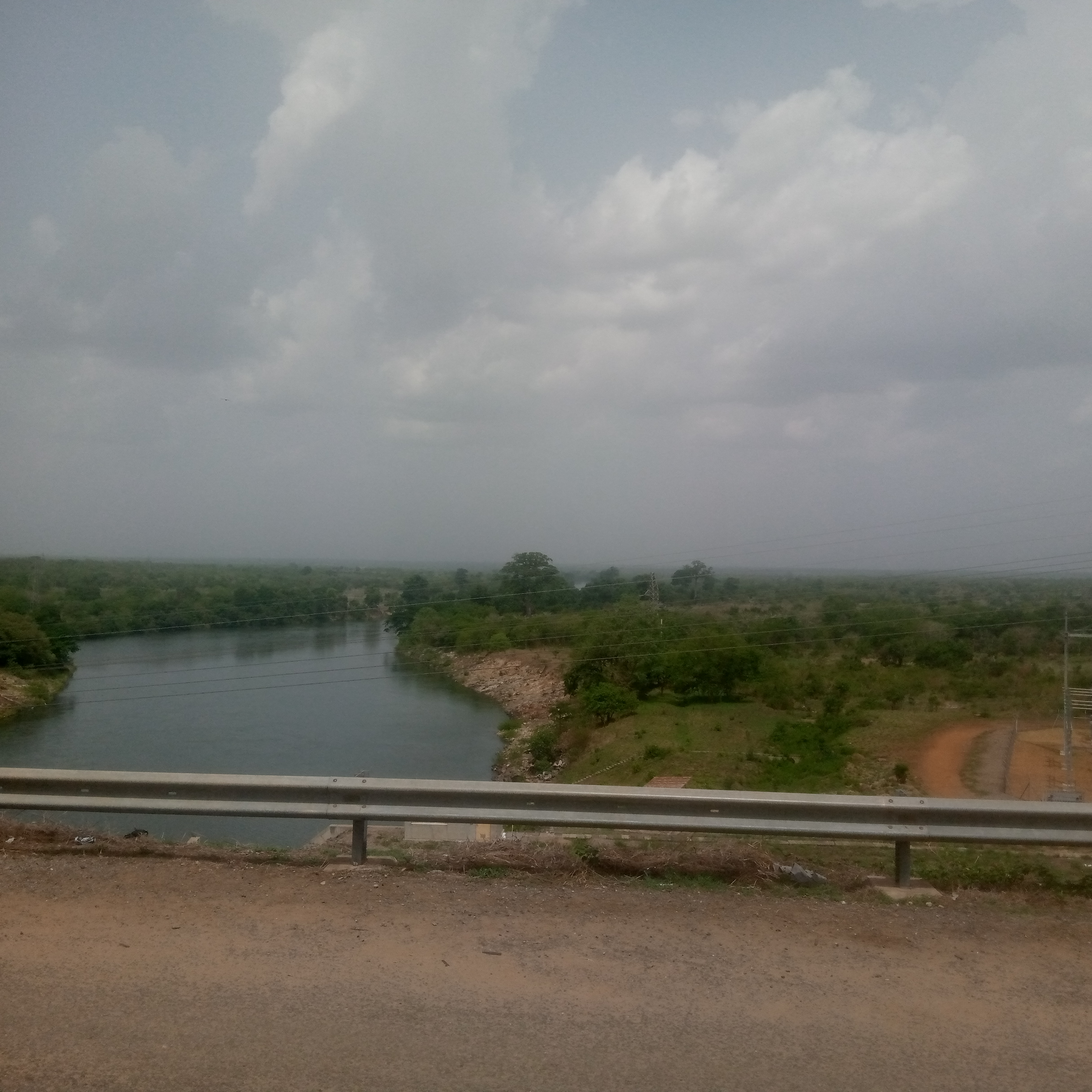

## Economisch en sociaal belang
De Nangbeto-dam speelt een centrale rol in de energievoorziening van zuidelijk Togo en Benin. Het project heeft ook gezorgd voor verbetering van de visproductie dankzij het grote reservoir, dat mogelijkheden biedt voor commerciële visserij. Daarnaast werd het project gezien als een stap richting regionale integratie en economische samenwerking tussen beide landen.

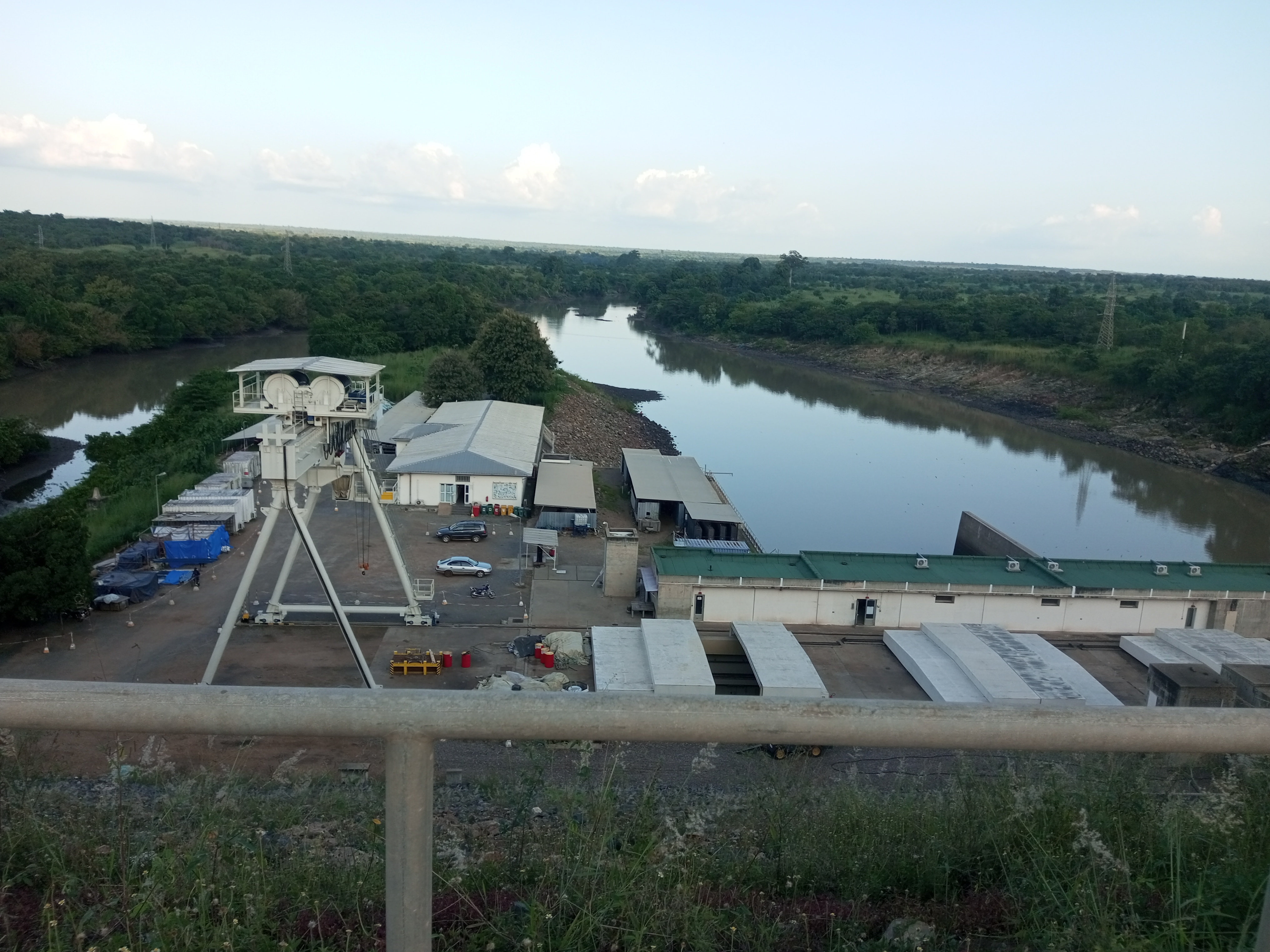

## Milieueffecten
Net als veel grootschalige waterprojecten had de bouw van de Nangbeto-dam ook milieueffecten. Zo moesten sommige gemeenschappen worden verplaatst en leidde de verandering in de waterhuishouding tot ecologische aanpassingen stroomafwaarts. Er zijn inspanningen gedaan om deze effecten te monitoren en te beperken.

## Huidige situatie
Hoewel de dam in de beginjaren effectief functioneerde, zijn er sinds de jaren 2000 zorgen over de efficiëntie en duurzaamheid van de energieproductie. Er zijn voorstellen geweest om de installaties te moderniseren en de capaciteit uit te breiden, mede in het kader van een bredere regionale energievoorziening.